# Kanton Vieux-Habitants
Kanton Vieux-Habitants is een kanton van het Franse departement Guadeloupe. Kanton Vieux-Habitants maakt deel uit van het arrondissement Basse-Terre en telt 16.411 inwoners (2019).

## Gemeenten
Het kanton Vieux-Habitants omvat de volgende gemeenten:
- Baillif
- Bouillante (deels)
- Vieux-Habitants